# Jeu nul
 (juin 2025).
Si vous disposez d'ouvrages ou d'articles de référence ou si vous connaissez des sites web de qualité traitant du thème abordé ici, merci de compléter l'article en donnant les références utiles à sa vérifiabilité et en les liant à la section « Notes et références ».
 (novembre 2023).
Dans la théorie combinatoire des jeux, le jeu nul est une situation où aucun des joueurs n'a d'options légales. Par conséquent, selon la convention de jeu normale, le premier joueur perd automatiquement, et c'est une victoire pour le second joueur. Le jeu nul a une valeur de Sprague-Grundy égal à zéro. La notation combinatoire du jeu nul est: { | }.
Un jeu nul doit être distingué du jeu étoile {0|0}, qui est une victoire pour le premier joueur, car chaque joueur (s'il est le premier à jouer dans la partie) doit se déplacer vers un jeu nul, et par conséquent, remporter la victoire.

## Exemples
Des exemples simples de jeux nuls incluent Nim sans aucune pile ou un diagramme de Hackenbush sur lequel rien n'est dessiné.

## Valeur Sprague-Grundy
Le théorème de Sprague-Grundy s'applique aux jeux impartiaux (dans lesquels chaque coup peut être joué par l'un ou l'autre des joueurs), et affirme que chaque jeu de ce type possède une valeur équivalente appelée Sprague-Grundy, un « nimber », qui indique le nombre de pièces dans une position équivalente dans le jeu de nim. Tous les jeux où le deuxième joueur l'emporte ont une valeur Sprague–Grundy de zéro, bien que cela ne corresponde pas nécessairement au jeu nul.
Par exemple, un Nim classique avec deux piles identiques (de n'importe quelle taille), il ne s'agit pas du jeu nul, mais sa valeur est de 0, car c'est une situation gagnante pour le deuxième joueur, quel que soit le coup joué par le premier joueur. Ce n'est pas un jeu flou, car le premier joueur n'a aucune option gagnante.